# アマドゥ・クルマ
アマドゥ・クルマ（Ahmadou Kourouma、1927年11月24日 - 2003年12月11日）は、コートジボワールの作家。

## 生涯
1927年、仏領コートジボワールに生まれる。西アフリカに広く分布しているマリンケ族の出身。仏領スーダンのバマコで学ぶ。1950年から1954年まで、「セネガル狙撃兵」として仏領インドシナで従軍した後、フランス本国のリヨンで数学を学ぶ。
1960年、コートジボワールの独立後、クルマは母国で生活することになるが、フェリックス・ウフェ＝ボワニの政治体制に異論を唱えるようになり、投獄されたあと、アルジェリア（1964年-1969年）、カメルーン（1974年-1984年）、トーゴ（1984年-1994年）での亡命生活をしている。
1970年に、植民地独立後の政治体制を批判した小説『独立の太陽 (Les soleils des indépendances)』を発表する。20年後に、植民地の歴史の一世紀を描写した『モネ、侮辱、挑戦』を発表。1994年には、独裁者となった「はだかの部族」狩人の歴史である『野獣の投票を待ちながら』にてPrix du Livre Inter賞を受賞。2000年にリベリアにて少年兵となった孤児の物語『アラーの神にもいわれはない』を発表、ルノードー賞、高校生のゴンクール賞を受賞。
2002年9月に、第1次コートジボワール内戦が勃発した際、「イヴォワリテ（コトージボワール性）」に対して「われわれを騒乱へと招く不条理」であると批判する立場をとっている。ローラン・バグボ大統領の支持者による雑誌からは、北部の反乱軍を支持していると批判されている。
2003年12月11日、リヨンにて死去、享年76歳。ブロン墓地に埋葬された。遺族は政治状況が変わるのを待って遺骨を本国に送還するとしていたが、これが実現したのは11年後の2014年11月であった。
クルマの死後、『アラーの神にもいわれはない』の続編で、武装解除されコートジボワールに戻った少年兵がコートジボワール内戦を生きる『Quand on refuse on dit non』が出版された。

## 作品リスト

### 演劇
- Tougnantigui ou le Diseur de vérité, censurée au bout de quelques représentations à Abidjan en 1972年, reprise en 1996年, puis éditée en 1998年、chez Acoria

### 小説
- Les Soleils des indépendances (1968年, Presses de l'université de Montréal, publié au Éditions du Seuil|Seuil en 1970年), obtient sur manuscrit le prix 1968年 de la revue québécoise Études françaises
- Monnè, outrages et défis (1990年, Seuil)
- En attendant le vote des bêtes sauvages (1994年, Seuil 1999年)
- Allah n'est pas obligé (2000年, Seuil)　邦訳『アラーの神にもいわれはない - ある西アフリカ少年兵の物語』真島一郎訳、人文書院、2003年
- Quand on refuse on dit non (2004年, Seuil)

### 絵本
- Yacouba, chasseur africain (1998年, Gallimard jeunesse, coll. Folio Junior, illustrations de Claude et Denise Millet)
- Le griot, homme de parole (2000年, Édition Grandir)
- Le chasseur, héros africain (2000年, Édition Grandir)
- Le forgeron, homme de savoir (2000年, Édition Grandir)
- Prince, suzerain actif (2000年, Édition Grandir)

### 共著
- Paroles de Griots (2003年, Albin Michel) - ウスマン・ソウ、マティルド・ヴォワンシェーとの共著